# Де Купис, Джованни Доменико
Джованни Доменико де Купис (итал. Giovanni Domenico De Cupis; 1493, Рим, Папская область — 10 декабря 1553 там же) — итальянский куриальный кардинал и папский сановник. Администратор Трани с 30 июля 1517 по 3 июля 1551. Камерленго Священной Коллегии Кардиналов с 6 февраля 1523 по 2 марта 1524. Вице-декан Священной Коллегии Кардиналов с 26 февраля 1535 по 28 ноября 1537. Декан Священной Коллегии Кардиналов с 28 ноября 1537 по 10 декабря 1553. Кардинал-священник с 1 июля 1517, с титулом церкви Сан-Джованни-а-Порта-Латина с 6 июля 1517 по 17 августа 1524, in commendam с 17 августа 1524 по 3 сентября 1529. Кардинал-священник с титулом церкви Сант-Аполлинаре с 17 августа 1524 по 24 мая 1529. Кардинал-священник с титулом церкви Сан-Лоренцо-ин-Лучина с 24 мая 1529 по 22 сентября 1531, in commendam с 22 сентября 1531 по 10 октября 1553. Кардинал-епископ Альбано с 22 сентября 1531 по 16 декабря 1532. Кардинал-епископ Сабины с 16 декабря 1532 по 26 февраля 1535. Кардинал-епископ Порто-Санта Руфина (субурбикарная епархия) с 26 февраля 1535 по 28 ноября 1537. Кардинал-епископ Остии и Веллетри с 28 ноября 1537.

## Ранние годы
Родился Джованни Доменико де Купис в 1493 году, в Риме, Папская область. Происходил из прославленной семьи из Монтефалько, сын Бернардино де Куписа и Лукреции Норманни. Его имя также упоминается как Джандоменико, а его фамилия Куппи.
Джованни Доменико де Купис изучал право (никакой дополнительной образовательной информации не найдено).
Где, когда и кем был рукоположен в священники информация была не найдена.
В ранний период своей церковной карьеры был апостольским протонотарием, каноником соборного капитула патриаршей Ватиканской базилики. Секретарь Папы Юлия II, с 1504 года. У него было четверо внебрачных детей.

## Кардинал

### При Льве X и Адриане VI
Возведён в кардинала-священника на консистории от 1 июля 1517 года, получил красную шляпу и титул церкви Сан-Джованни-а-Порта-Латина с 6 июля 1517 года.
30 июля 1517 года назначен администратором Трани, ушёл в отставку 3 июля 1551 года.
Участвовал в Конклаве 1521 — 1522 годов, который избрал Папу Адриана VI. Камерленго Священной Коллегии Кардиналов с 6 февраля 1523 года по 2 марта 1524 года.

### При Клименте VII
Участвовал в Конклаве 1523 года, который избрал Папу Климента VII. 17 августа 1524 года получил титулярную церковь Сант-Аполлинаре, сохранив титулярную церковь Сан-Джованни-а-Порта-Латина in commendam до 3 сентября 1529 года.
Администратор диоцеза Мачерата Реканати с 1528 по 29 января 1535 года. Администратор диоцеза Адрии с 31 августа 1528 года до своей смерти. 24 мая 1529 года получил титулярную церковь Сан-Лоренцо-ин-Лучина. Губернатор Читта-делла-Пьеве с 1529 года.
22 сентября 1531 года кардинал Джованни Доменико де Купис был избран для сана кардиналов-епископов и субурбикарной епархии Альбано, сохранив титулярную церковь Сан-Лоренцо-ин-Лучина in commendam до 10 октября 1553 года.
Епископская ординация прошла, в четверг, 21 декабря 1531 года, в Сикстинской капелле в Риме. Рукополагал Папа Климент VII, при содействии соконсекраторов: кардиналов Алессандро Фарнезе старшего — епископа Остии, Антонио Мария Чокки дель Монте — епископа Порто и Санта Руфина и Андреа делла Валле. На этой же церемонии были также посвящены кардиналы Франсиско де Лос Анхелес Киньонес, O.F.M., Антонио Сансеверино, O.S.Io.Hieros и Франческо Корнаро старший.
Епископ Нардо с 15 января 1532 года, подал в отставку от управления епархией 22 мая 1536 года. Администратор диоцеза Монтепелосо с 13 ноября 1532 года по 11 апреля 1537 года.
16 декабря 1532 года избран кардиналом-епископом Сабины.

### При Павле III
Участвовал в Конклаве 1534 года, который избрал Папу Павла III. 26 февраля 1535 года избран кардиналом-епископом Порто и Санта-Руфина. Вице-декан Священной Коллегии Кардиналов с 26 февраля 1535 года.
Администратор диоцеза Камерино с 5 июля 1535 года по 5 марта 1537 года. Папский легат в Агро-Пичено с 1 сентября 1536 года. 28 ноября 1537 года избран кардиналом-епископом Остии и Веллетри. Декан Священной Коллегии Кардиналов с 28 ноября 1537 года. Папский легат в Марке с 1537 года. Губернатор Тиволи с 1537 года.
7 января 1538 года кардинал Де Купис назначен вместе с другими восемью кардиналами членом комиссии по торжествам Вселенского собора. 10 февраля 1540 года ему было поручено, вместе с тремя другими кардиналами дело, чтобы собрать средства для войны против турок. 27 августа 1540 года кардинал Де Купис был назначен, вместе с ещё одиннадцатью кардиналами, членом комиссии по реформе Римской курии и ее должностных лиц. 2 ноября 1544 года назначен, вместе с другими десятью кардиналами, членами Вселенского собора.

### При Юлие III
Участвовал в Конклаве 1549—1550 годов, который избрал Папу Юлия III. Архипресвитер патриаршей латеранской базилики, он открывал и закрывал Святую дверь во время Юбилейного 1550 года.
Протектор Шотландии с 5 марта 1550 года. Папский легат a latere в Болонье с 9 сентября 1551 года. Президент наблюдательной комиссии Анноны с декабря 1551 года. Протектор Франции.
Кардинал Де Купис поддерживал тесную дружбу с Игнатием Лойолой, будущим святым, несмотря на своё плохое мнение о нём вначале, после двухчасового разговора с Лойолой он изменил свое первоначальное мнение и попросил прощения. Из-за своей религиозности и доброты по отношению к другим, его современники дали ему титул ottimo tra i mortali (лучший среди смертных).
Кардинал Де Купис построил церковь Сант-Онофрио-аль-Джаниколо в Риме.
Скончался кардинал Джованни Доменико де Купис 10 декабря 1553 года, в Риме. Похоронен в церкви Сант-Агостино, в Риме, где был похоронен в 1507 году его отец. Позднее его останки были перенесены в Монтефалько и похоронены в усыпальнице его семьи.